# Abadi Hadis
Abadi Hadis Embaye (amhàric: አባዲ ሃዲስ) (Addis Abeba, 6 de novembre de 1997 – 4 de febrer de 2020) fou un atleta de llarga distància etíop. Assolí el 15è lloc a la prova dels 10.000 metres dels Jocs Olímpics d'Estiu de 2016. Al Campionat del Món de camp a través de 2017, disputat a Kampala, guanyà la medalla d'or en la categoria per equips i la medalla de bronze en la individual. En el moment de la seva mort era un dels cinc únics homes a la història que han rebaixat les marques de 13 minuts als 5,000 metres, 27 minuts als 10,000 metres i els 59 minuts a la mitja marató.

## Millors marques
| Disciplina            | Temps    | Lloc        | Data                 |
| --------------------- | -------- | ----------- | -------------------- |
| 3.000 metres outdoor  | 7.39,10  | Ostrava     | 13 de juny de 2018   |
| 5.000 metres outdoor  | 12.56,27 | Brussel·les | 31 d'agost de 2018   |
| 10.000 metres outdoor | 26.56,46 | Hengelo     | 17 de juliol de 2019 |
| Mitja marató          | 58.44    | València    | 28 d'octubre de 2018 |